# Нижнепавловский сельсовет
Нижнепавловский сельсовет — сельское поселение в Оренбургском районе Оренбургской области Российской Федерации.
Административный центр — село Нижняя Павловка.

## История
24 сентября 2004 года в соответствии с законом Оренбургской области № 1472/246-III-ОЗ образовано сельское поселение Нижнепавловский сельсовет, установлены границы муниципального образования.

## Население
| 2010  | 2012  | 2013  | 2014  | 2015  | 2016  | 2017  |
| ----- | ----- | ----- | ----- | ----- | ----- | ----- |
| 3864  | ↗3943 | ↗3992 | ↗4075 | ↗4135 | ↗4200 | ↗4262 |
| 2018  | 2019  | 2020  | 2021  |       |       |       |
| ↗4272 | ↘4234 | ↘4193 | ↘3882 |       |       |       |

## Состав сельского поселения
| № | Населённый пункт | Тип населённого пункта       | Население |
| - | ---------------- | ---------------------------- | --------- |
| 1 | Нижняя Павловка  | село, административный центр | ↘3882     |